# PGC 27248
LEDA/PGC 27248 ist eine Balken-Spiralgalaxie vom Hubble-Typ SBd im Sternbild Sextant südlich der Ekliptik. Sie ist schätzungsweise 83 Millionen Lichtjahre von der Milchstraße entfernt. Gemeinsam mit NGC 2962 und NGC 2966 bildet sie die NGC 2962-Gruppe.